# Five Minutes with Arctic Monkeys
Five Minutes with Arctic Monkeys è l'EP di debutto della band Arctic Monkeys di Sheffield. Pubblicato il 30 maggio 2005 ha registrato un grande successo con i due brani Fake Tales of San Francisco e From the Ritz to the Rubble. L'album fu prodotto dalla Bang Bang Recordings - etichetta creata dalla band inglese con lo scopo di poter pubblicare il loro primo EP. Il nome, Bang Bang, fu suggerito dalla band. Il nome dell'EP è in qualche modo ironico, poiché in verità il CD dura sei minuti e non cinque come ne cita il CD. Furono messi a disposizione solo 1500 CD e 500 vinili per un totale di 2000 copie, motivo per cui l'EP ora è raro e sempre più richiesto dai fans della formazione con numerose offerte e acquisti sui siti come eBay a prezzi sempre più elevati. L'album in 7" è venduto per un prezzo medio di circa $125 dollari US. Entrambe le tracce dell'EP saranno poi incluse dalla band nel loro album di debutto Whatever People Say I Am, That's What I'm Not pubblicato nel 2006.

## Tracce
1. Fake Tales of San Francisco – 3:00
2. From the Ritz to the Rubble – 3:11

## Formazione
- Alex Turner - chitarra elettrica, voce, cori
- Matt Helders - batteria, cori
- Jamie Cook - chitarra elettrica, cori
- Andy Nicholson - basso, cori